# Navetta Murano vízibusz (Velence)
A velencei Navetta Murano jelzésű vízibusz a Fondamente Nove és Murano között közlekedett. A viszonylatot az ACTV üzemeltette.

## Története
Csak egyetlen szezonban, 2000-ben közlekedett.
A Navetta Murano járat története:
| Időszak | Járat- szám    | Megállók                                                                          |
| ------- | -------------- | --------------------------------------------------------------------------------- |
| 2000    | Navetta Murano | Fondamente Nove – Murano, Colonna – Murano, Serenella – Murano, Fondamenta Venier |

## Megállóhelyei
| sz. | idő (perc) | megállóhely neve          | sz. | idő (perc) | látnivalók               |
| --- | ---------- | ------------------------- | --- | ---------- | ------------------------ |
| 0   | 0          | Fondamente Nove           | 3   | 15         | Gesuiti                  |
| 1   | 8          | Murano, Colonna           | 2   | 7          |                          |
| 2   | 11         | Murano, Serenella         | 1   | 4          |                          |
| 3   | 15         | Murano, Fondamenta Venier | 0   | 0          | Santa Maria degli Angeli |